# Isquia (Italia)
Isquia (del italiano: Ischia) es un municipio italiano localizado en la isla homónima, ciudad metropolitana de Nápoles, región de Campania. Cuenta con 20.017 habitantes en 8,14 km².
Limita con las localidades de Barano d'Ischia y Casamicciola Terme.

## Galería

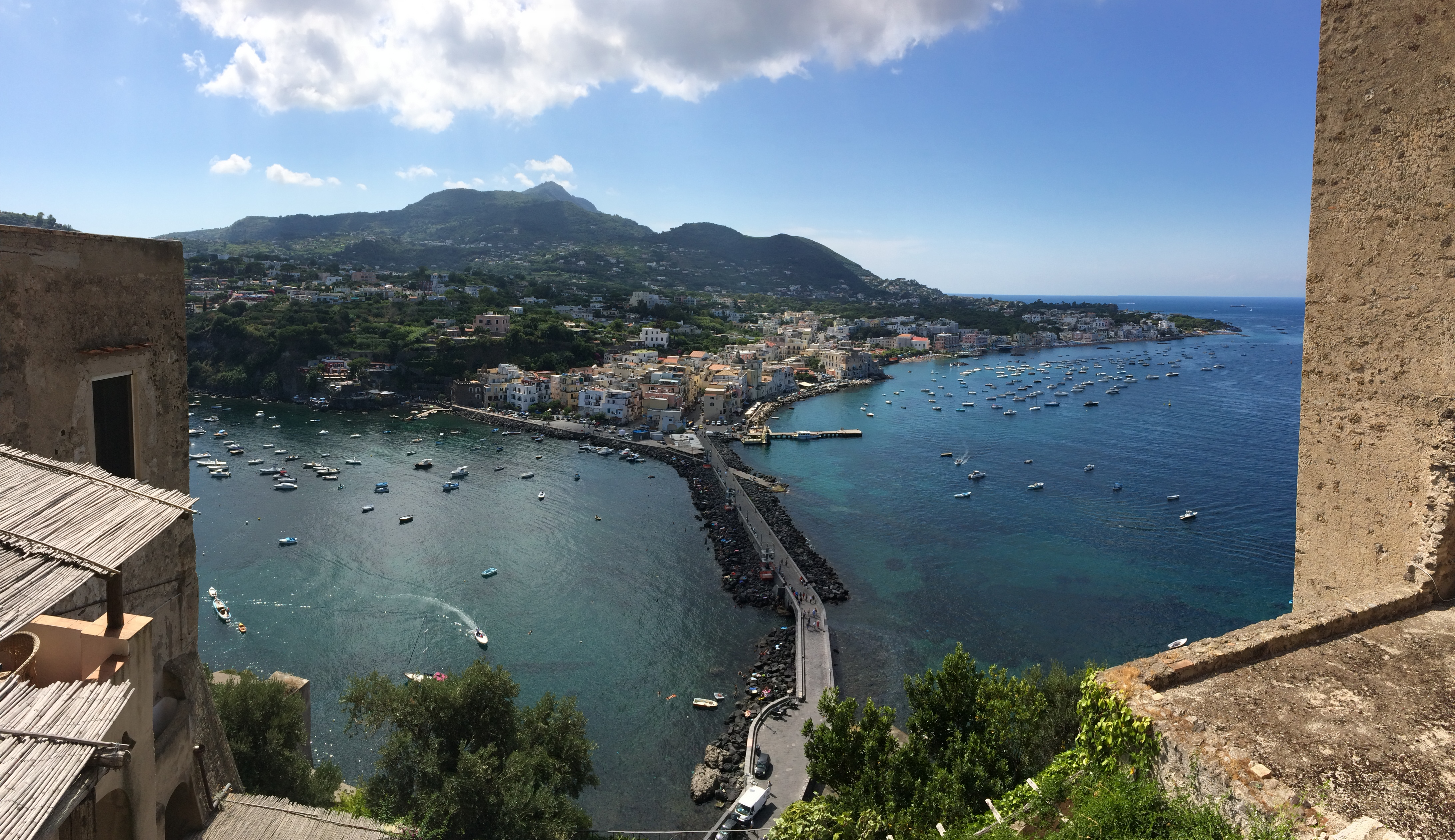
Isquia desde el Castillo Aragonés.
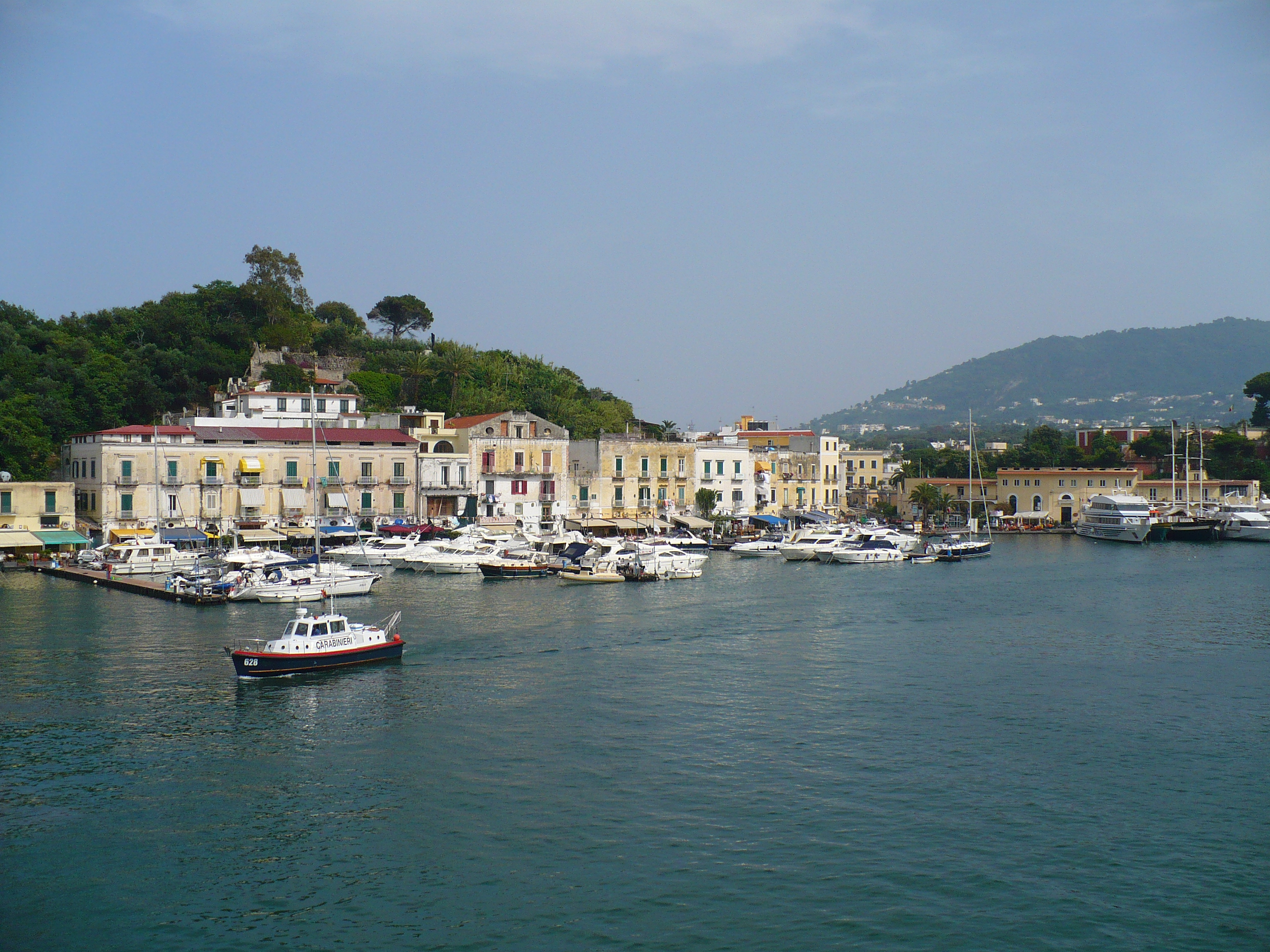
Puerto.
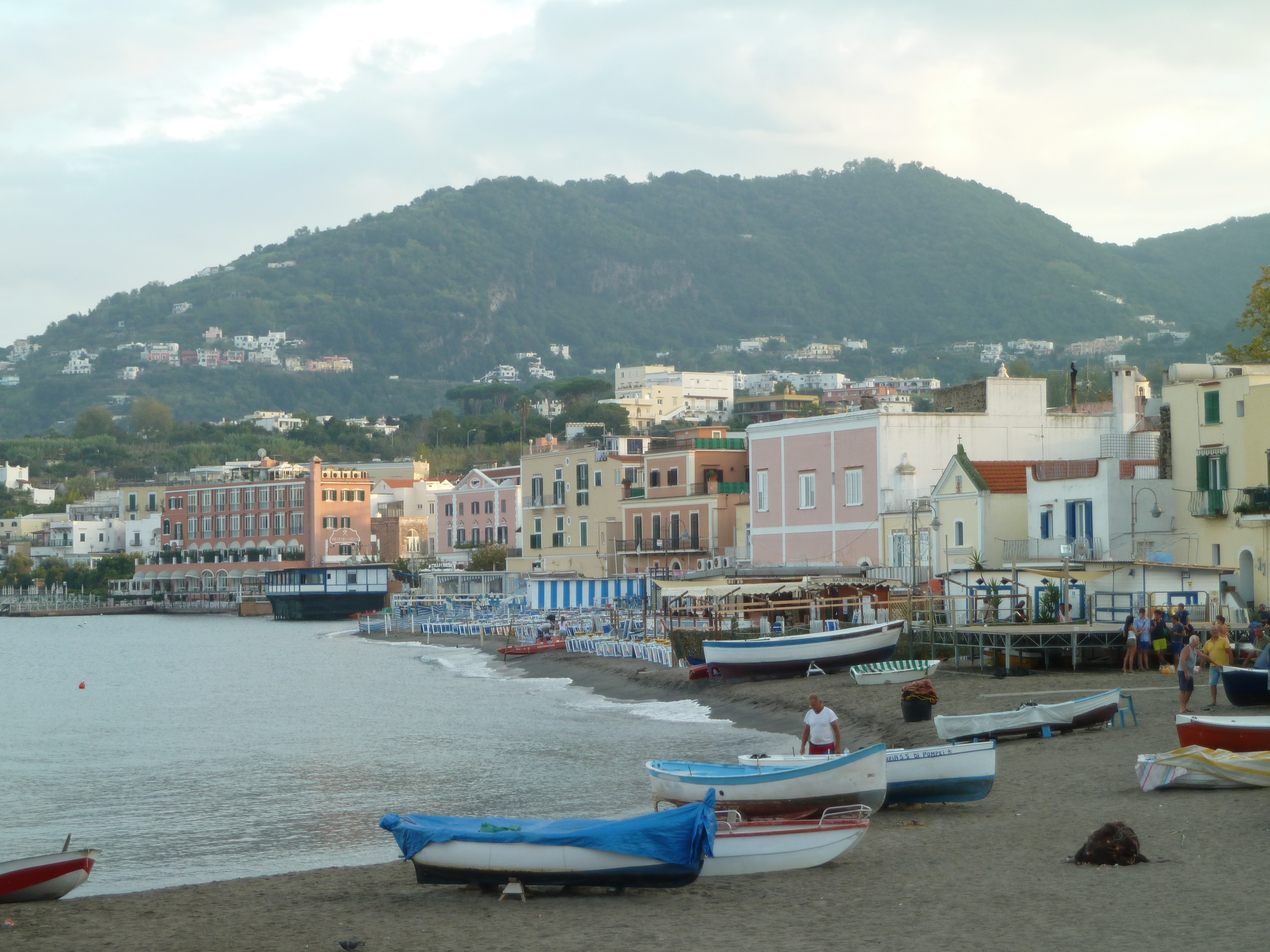
Playa de los Pescadores.
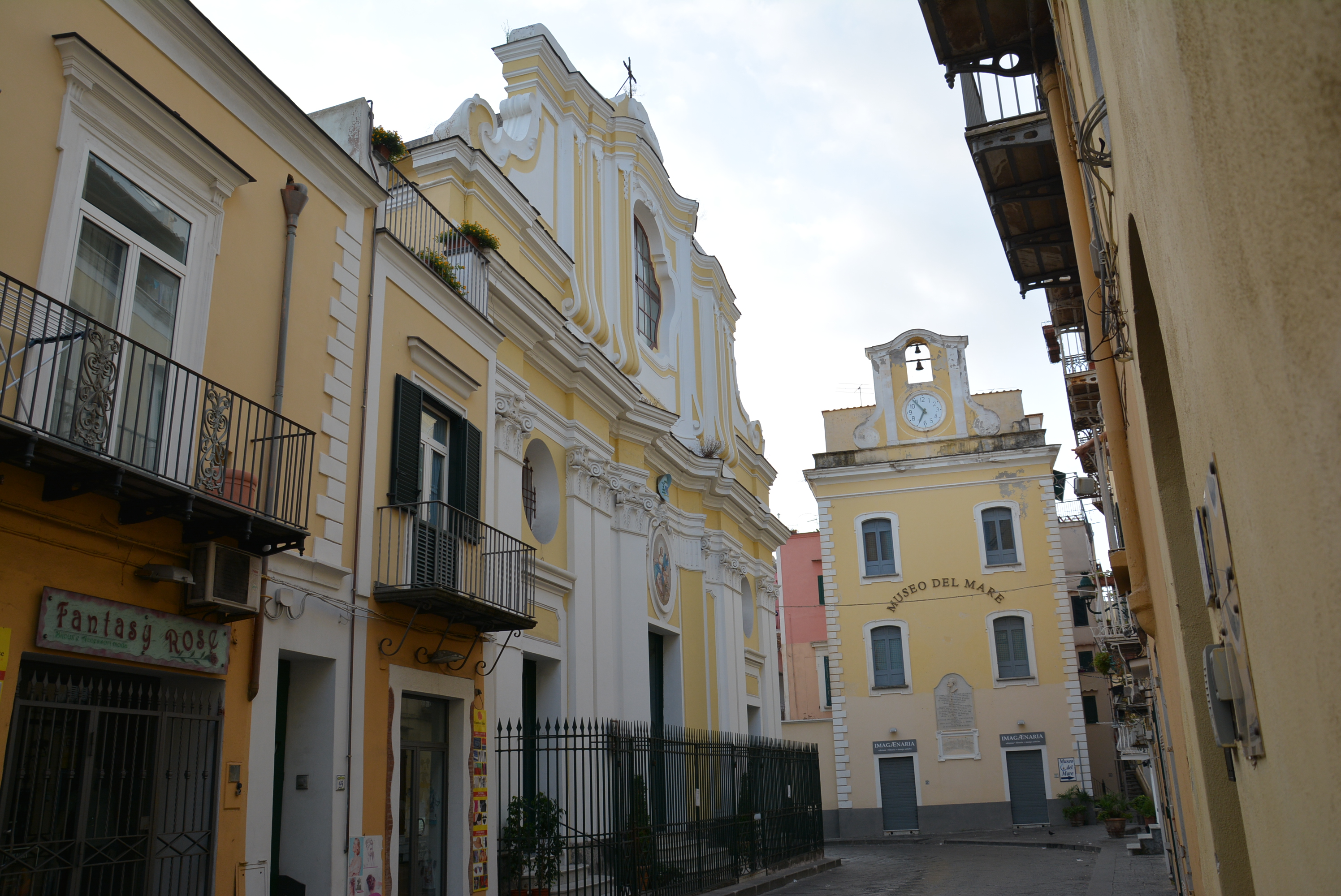
Catedral de Santa María de la Asunción con el Museo del Mar.
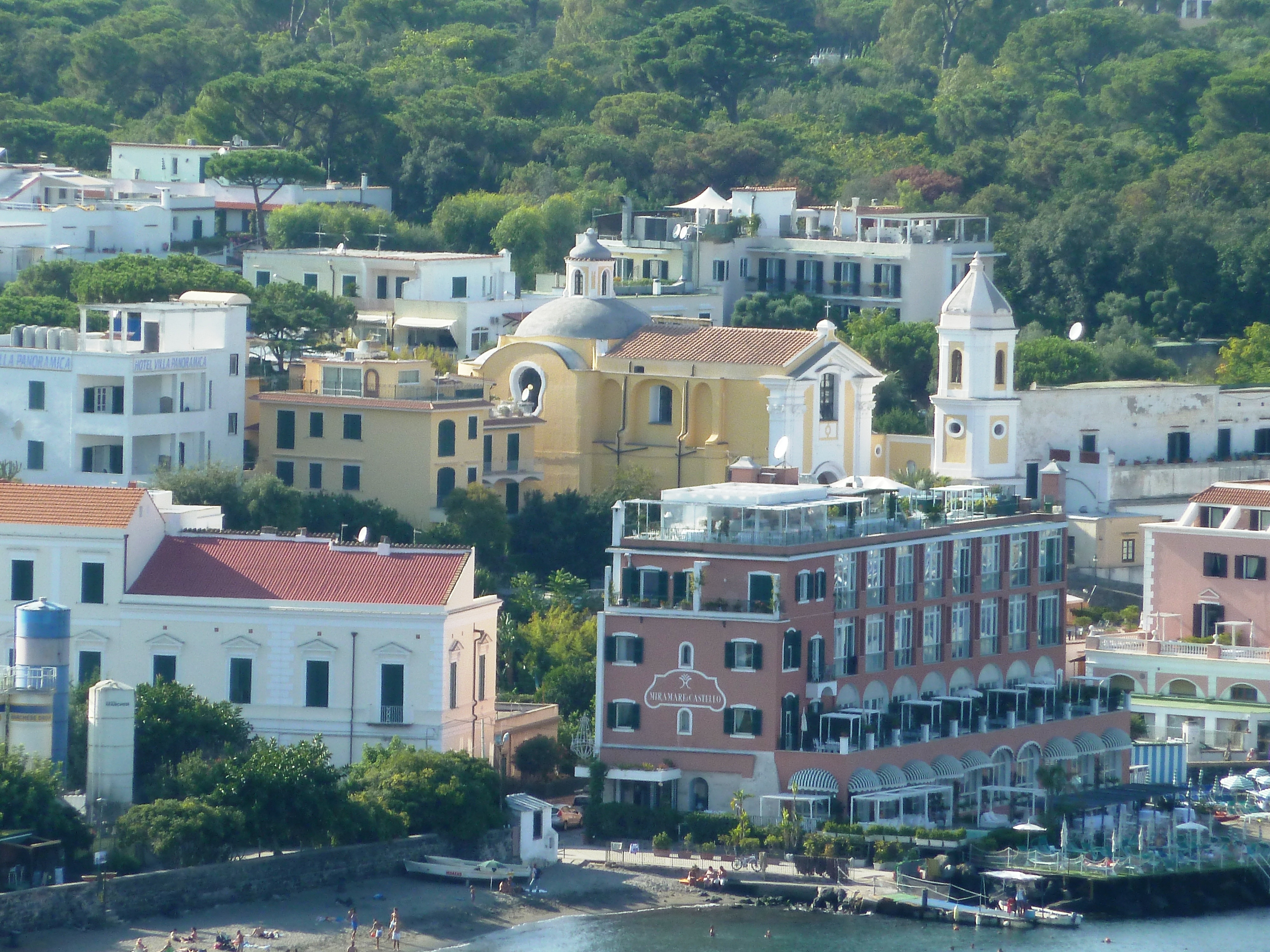
Convento de San Antonio.
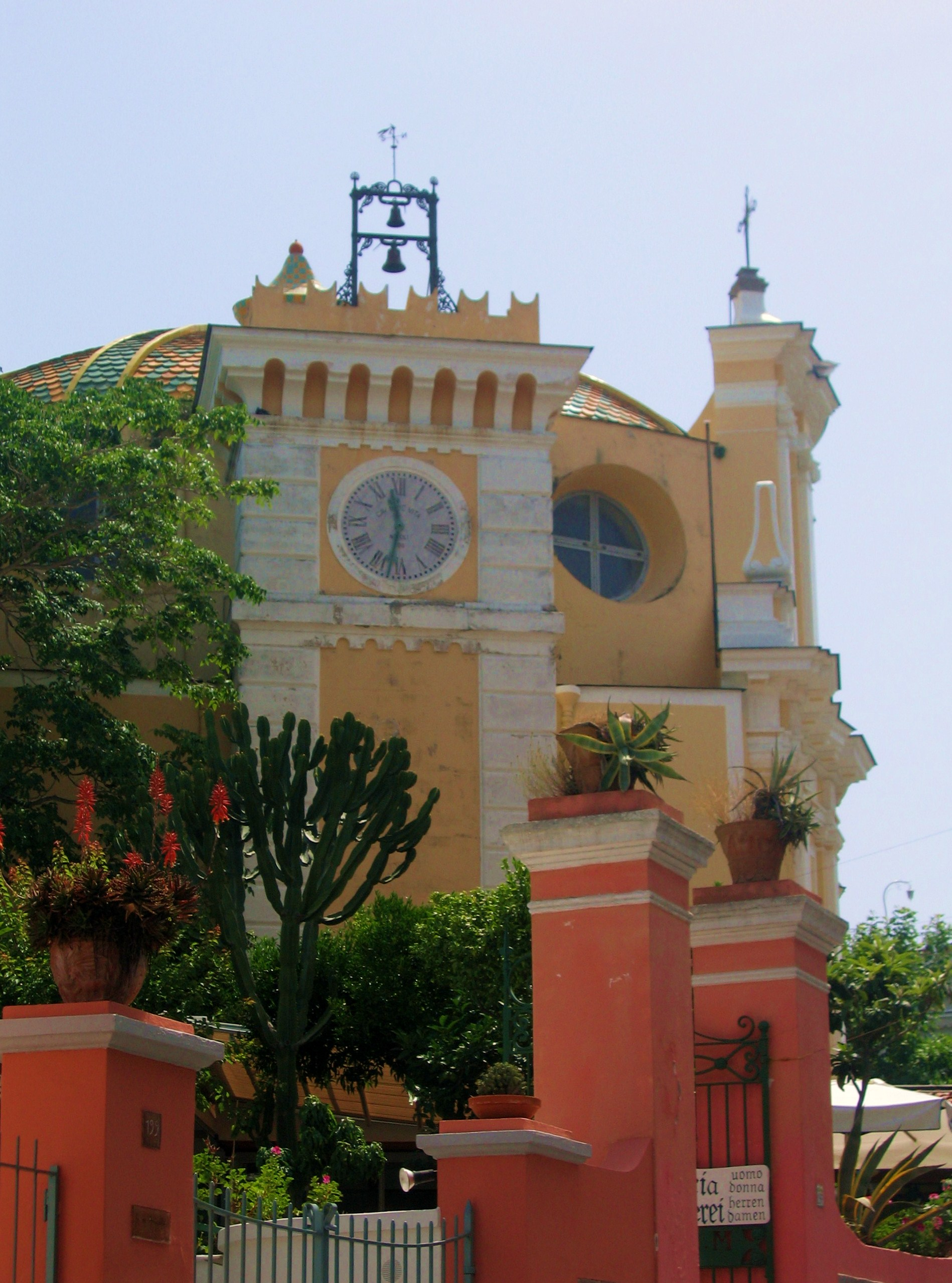
Iglesia de Santa María de las Gracias.
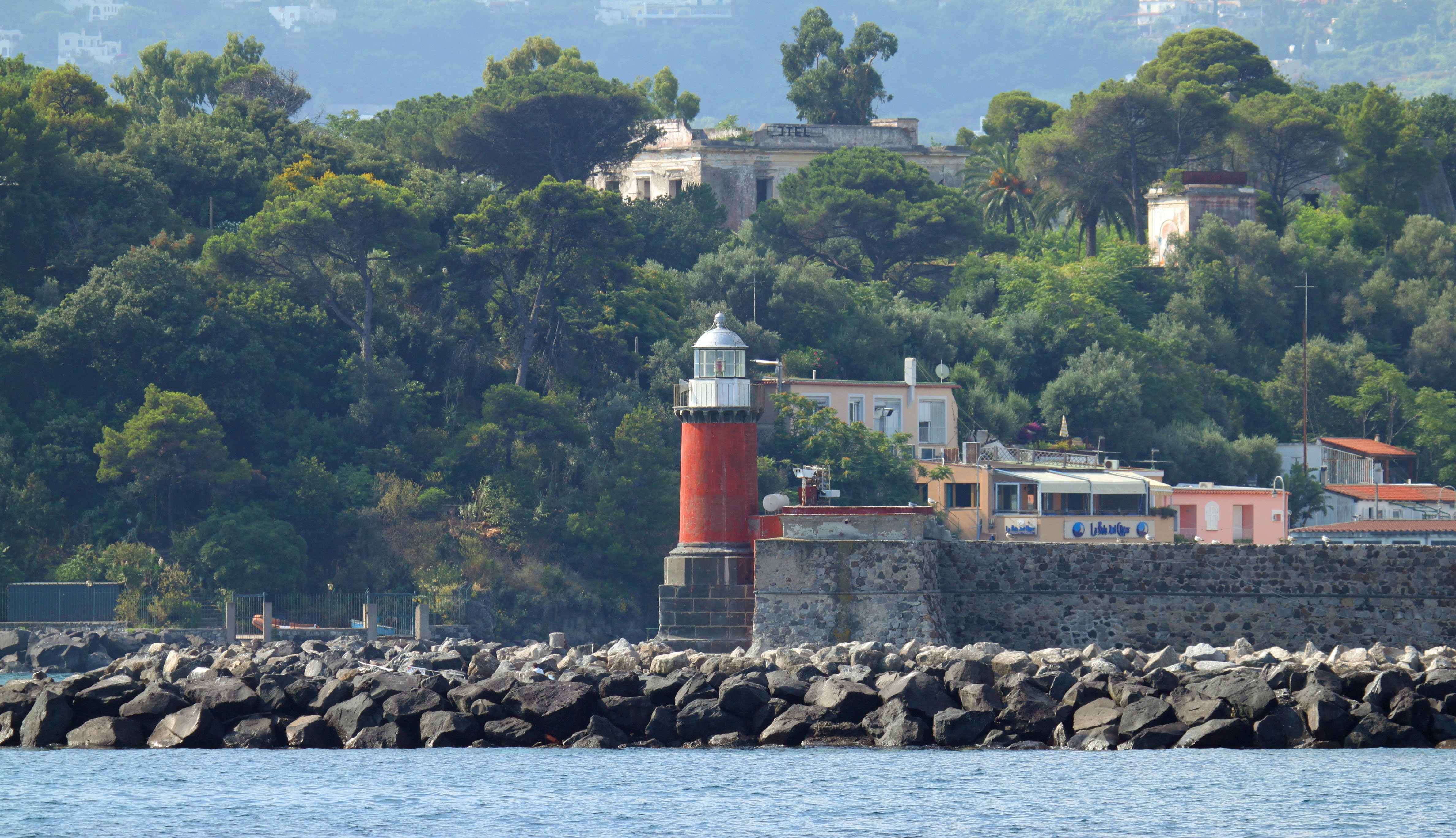
Faro.
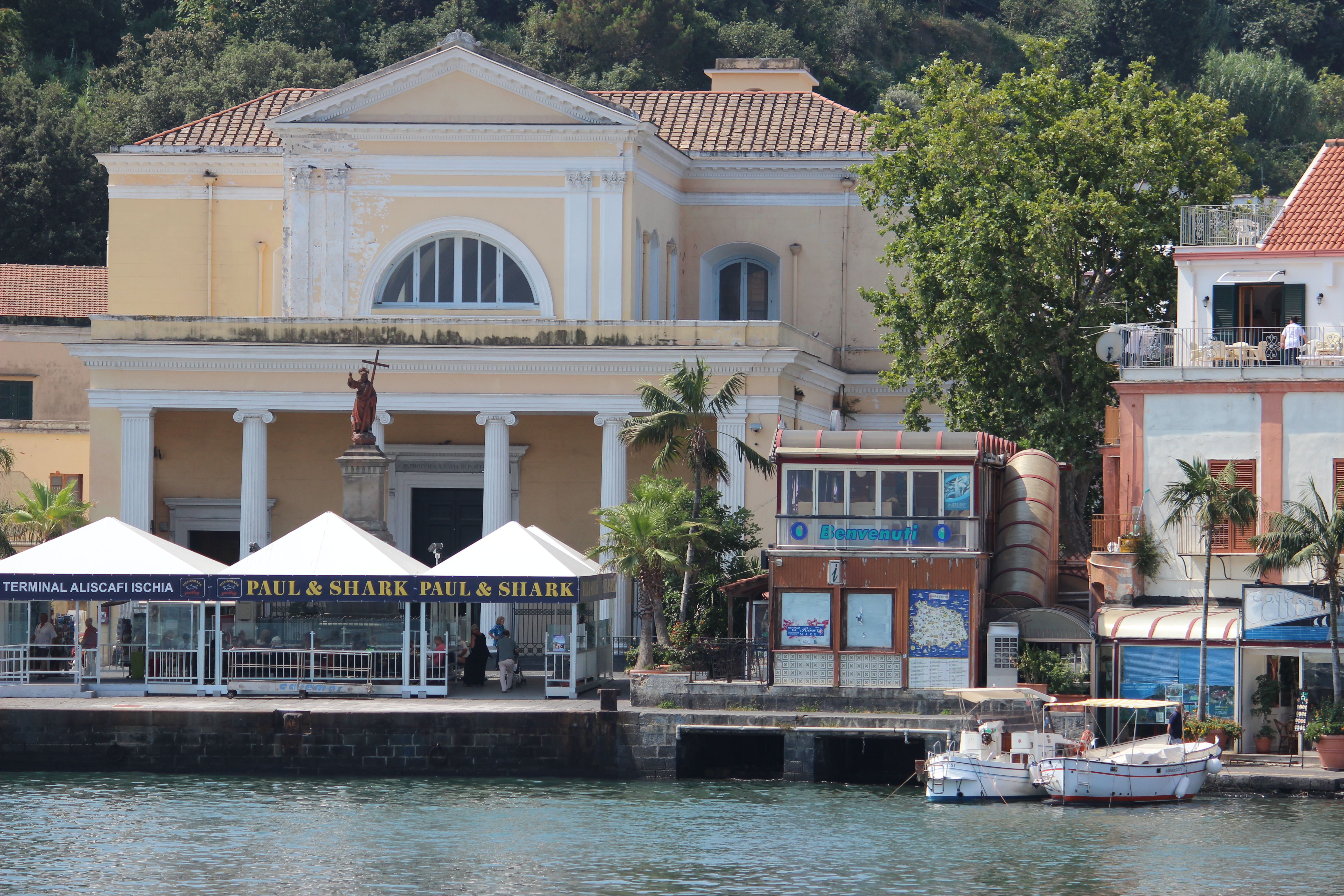
Santa María de Portosalvo.
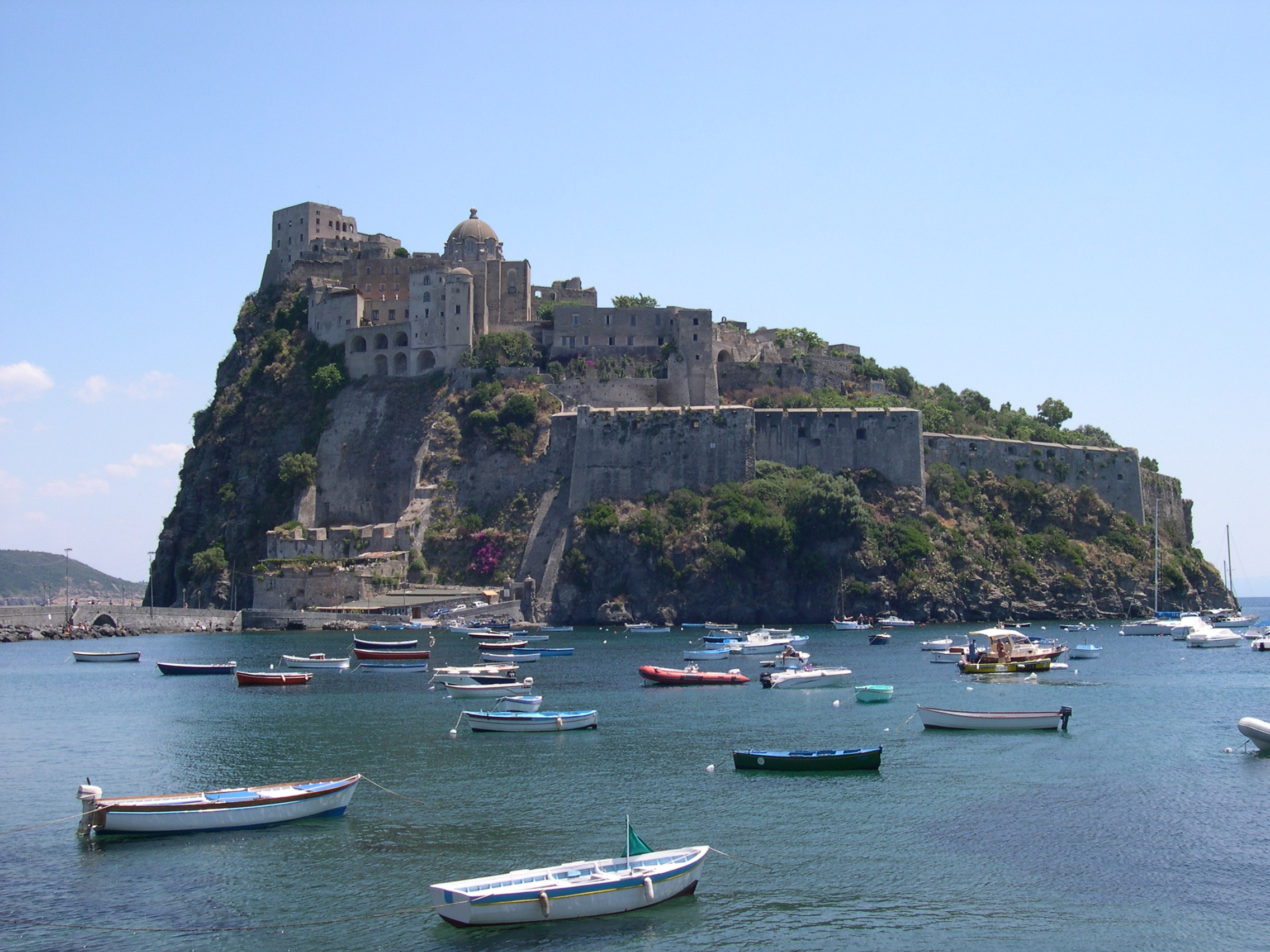
El Castillo Aragonés.
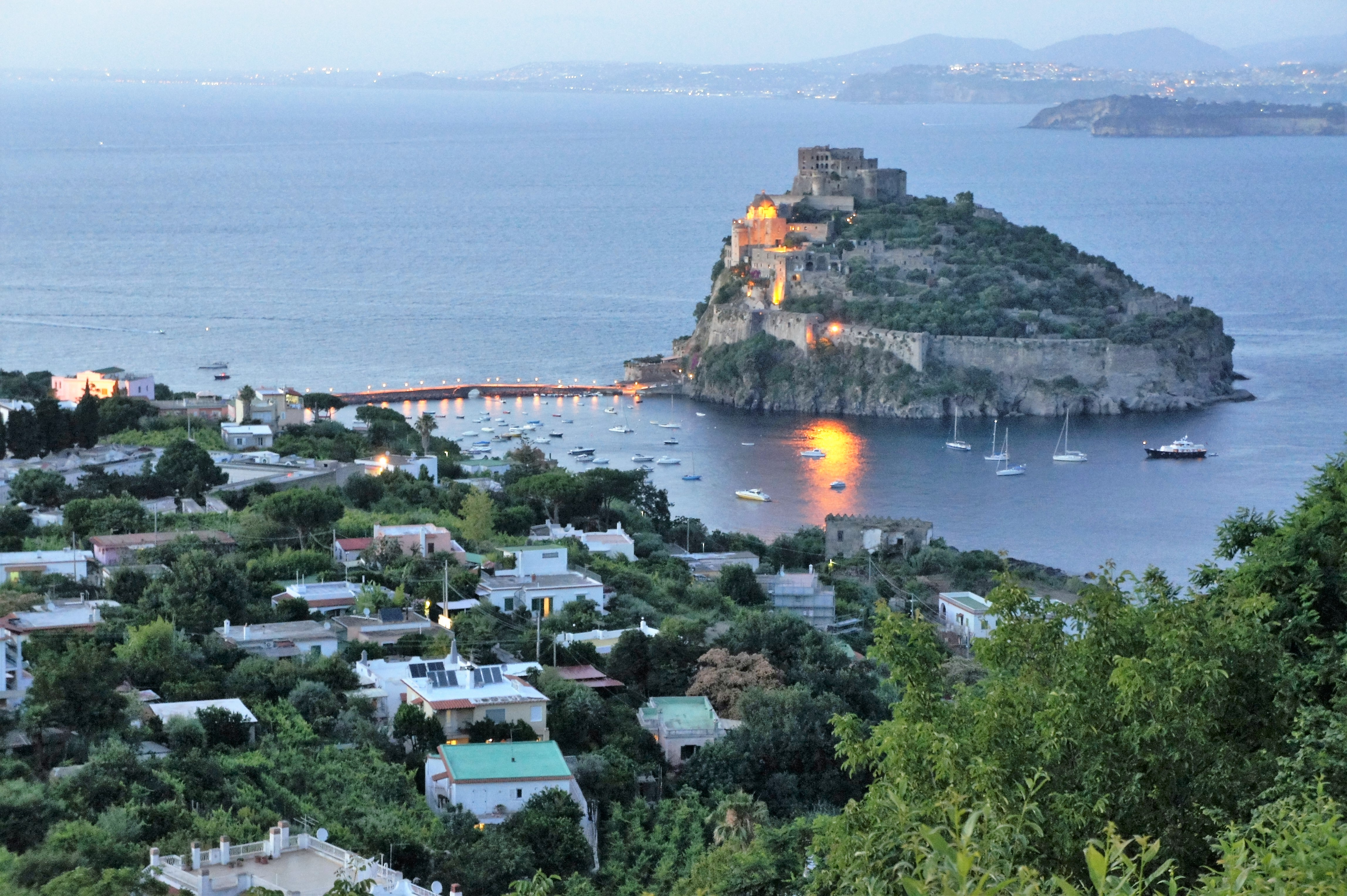
El Castillo Aragonés desde el alto.
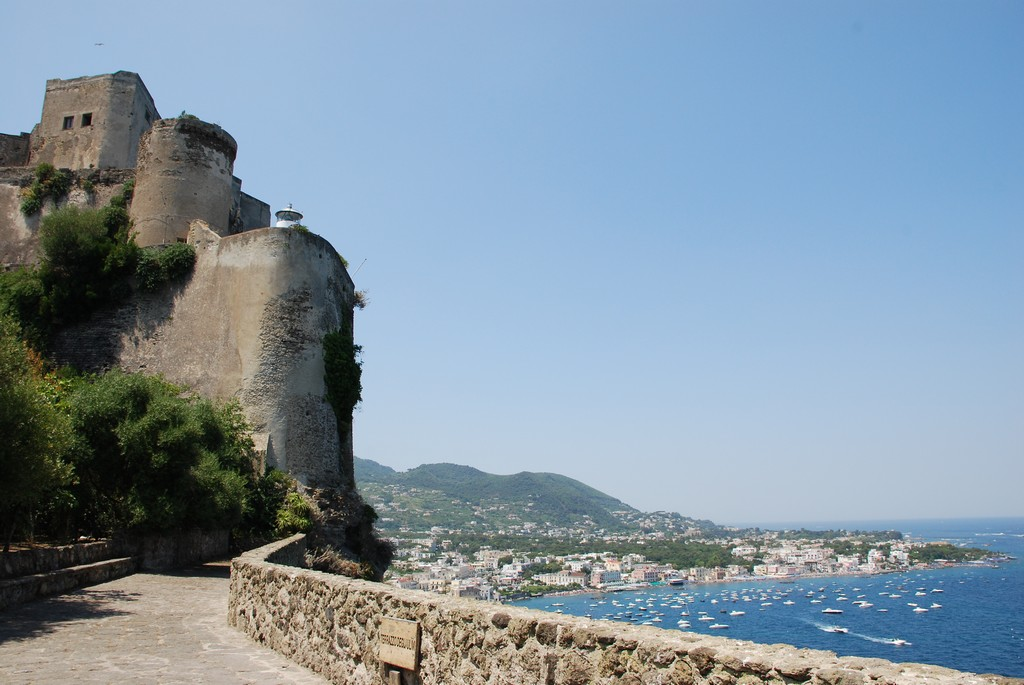
Terraza de los Olivos en el Castillo Aragonés.
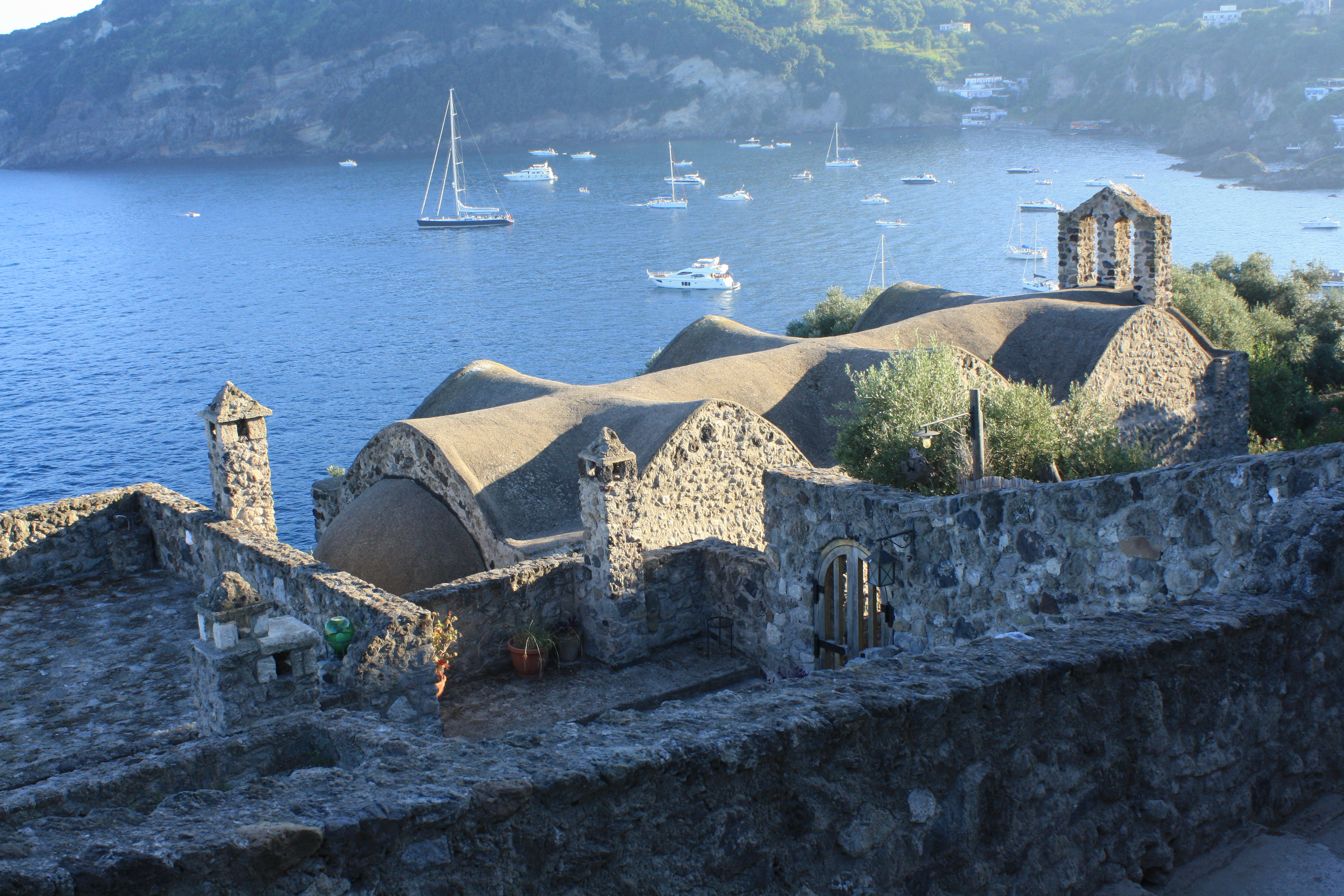
Iglesia en el Castillo Aragonés.
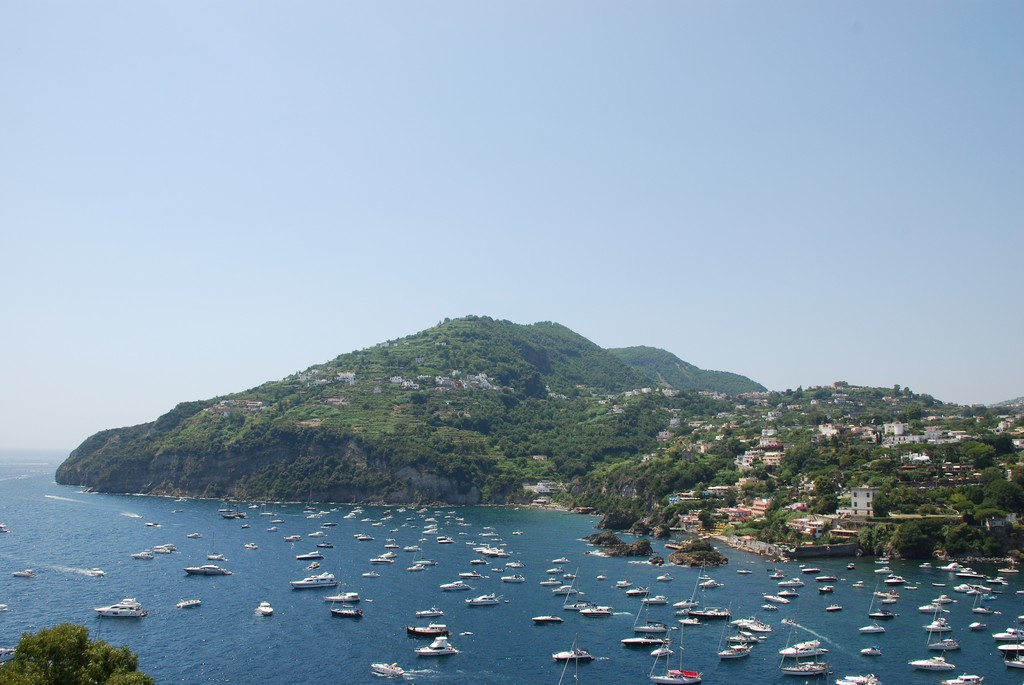
Bahía de Cartaromana.
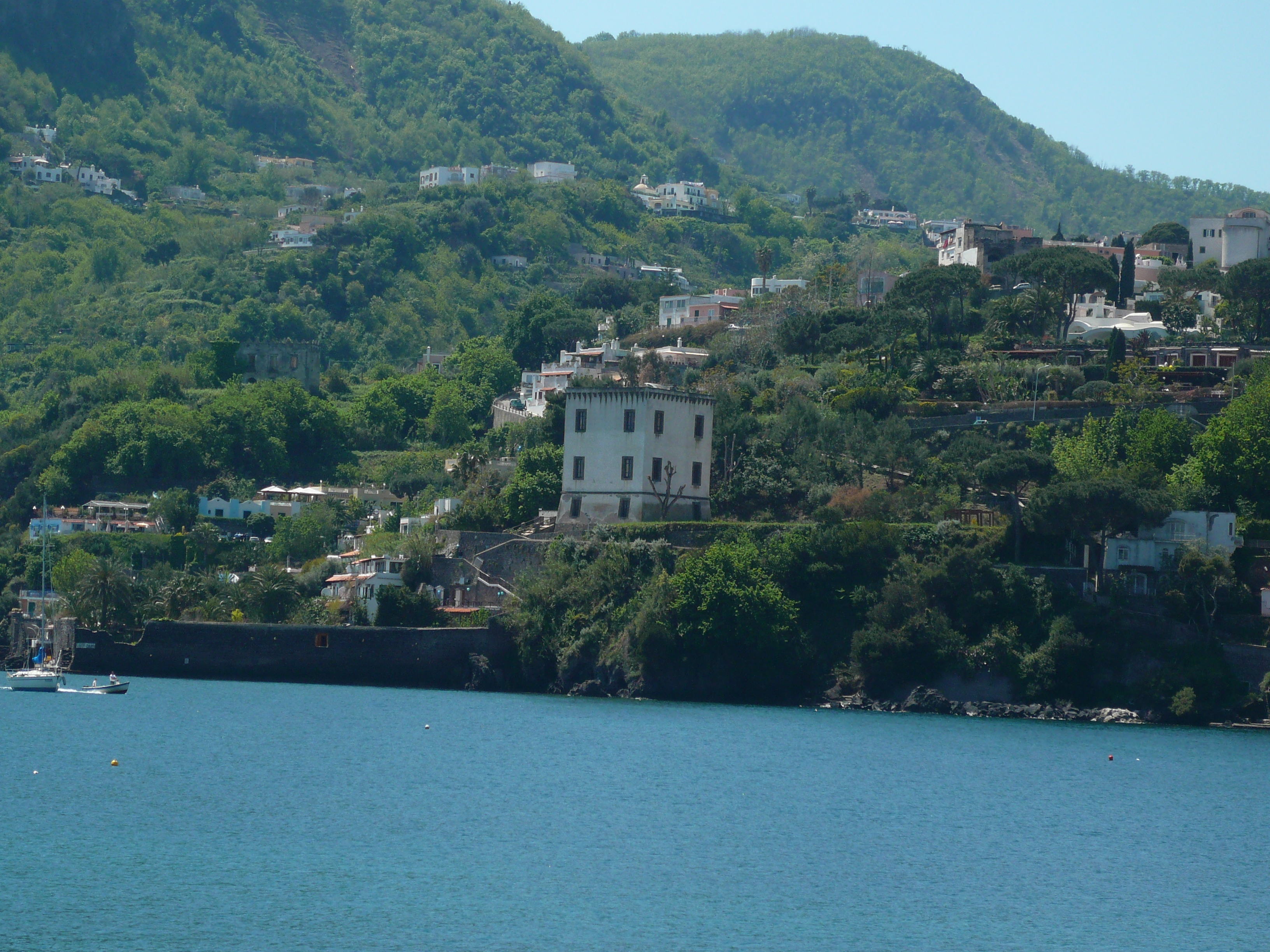
Torre Guevara.
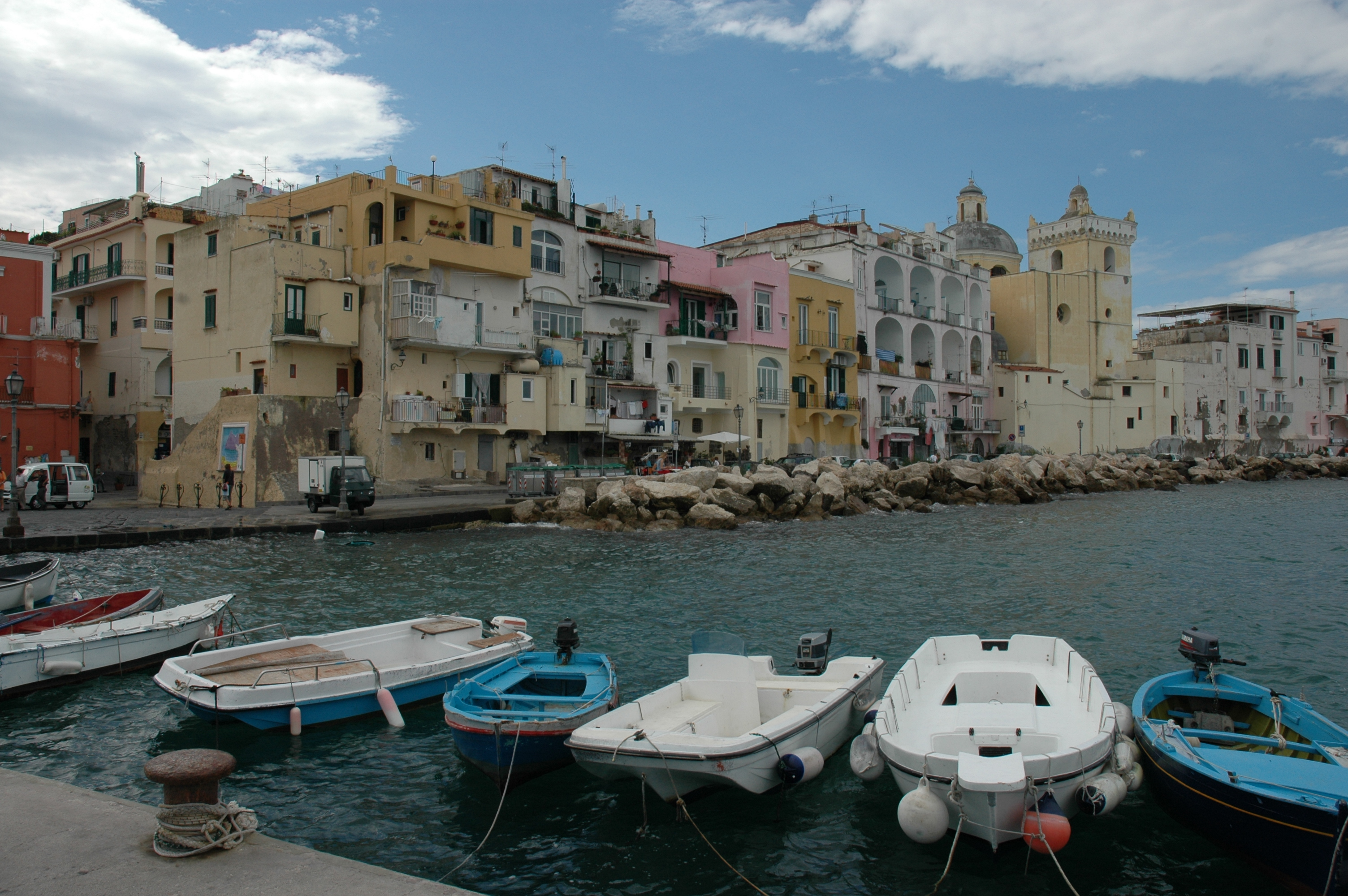
Casas en Ischia Ponte.

## Demografía
| Gráfica de evolución demográfica de Isquia entre 1861 y 2011 |
|                                                              |
| Fuente ISTAT - elaboración gráfica de Wikipedia              |